# NGC 1743
NGC 1743 (другое обозначение — ESO 56-EN21) — планетарная туманность в созвездии Золотая Рыба.
Этот объект входит в число перечисленных в оригинальной редакции «Нового общего каталога».
Из-за маленьких размеров туманности и её неправильной формы  сложно определить её геометрический центр. В спектре NGC 1743 были найдены линии трёхкратно ионизированного кислорода (OIII), а также линии H-альфа.